# La Fuliola
La Fuliola è un comune spagnolo di 1 230 abitanti situato nella comunità autonoma della Catalogna.